# 承明鎬
承 明鎬（スン・ミョンホ、朝鮮語: 승명호、1956年 - ）は、大韓民国の実業家。韓国日報会長、東和グループ会長などを務めた。
父は同じく実業家の承相培。

## 経歴
高麗大学校貿易学科卒。東和企業副社長・代表取締役・会長、高大経済人会会長（2016年から）、第34・35代高麗大学校校友会会長（2025年3月27日より第35代会長として現職）。